# Велоспортивный союз Дании
Велоспортивный союз Дании (дат. Danmarks Cykle Union, DCU ) — национальная спортивная федерация велосипедного спорта в Дании.
Основан в 1946 году при слиянии Датского союза шоссейных велогонщиков и Датского велосипедного клуба. Является членом UCI и UEC и членом Датского Олимпийского комитета.
Союз состоит из более чем 300 клубов и в общей сложности более чем 30 000 членов.
Союз в числе прочего организовывает Чемпионат Дании по шоссейному велоспорту, а также крупнейшей на территории Дании профессиональной велогонки — Post Danmark Rundt
Высшим руководящим органом Союза является Совет представителей (управляющих) — Repræsentantskabet, состоящий из 35 членов (15 членов от Зеландии, 15 от Ютландии, 4 от структур федерации и председателя DCU). Совет собирается два раза в год — на ежегодный конгресс в январе и на среднесрочный конгресс в июне, на которых выратываются основные направления и правила деятельности Союза. Совет представителей на ежегодном конгрессе избирает Совет директоров, состоящий из шести членов и одного заместителя члена (для возможной замены). Совет отвечает за общее организационное, экономическое и политическое руководство деятельностью Союза, избирает генеральногот директора, отвечающего за финансы и повседневную деятельность. Председатель Союза — Хенрик Йесс Йенсен (Henrik Jess Jensen).
Видение 25-50-75

В 2015 году Велоспортивный союз Дании заключил соглашение о присоединении к проекту «Движение за жизнь» (дат. «Bevæg dig for live») с DGI и DIF.

Задача этого проекта состоит в том, что 75 процентов датчан в 2025 году должны заниматься спортом, а 50 процентов населения должны заниматься спортом в обществе. Фонды Nordea-fonden и TrygFonden в течение следующих трех лет вносят вклад в размере 10 миллионов норвежских крон в год, то есть всего 60 миллионов норвежских крон. В тот же период DIF и DGI вносят в общей сложности 40 миллионов норвежских крон. Таким образом, это крупнейшее партнёрское соглашение в истории датского спорта.

Цель состоит в том, чтобы привести Данию в движении, мотивировать сообщество и создавать новые идеи для спорта и физических упражнений.